# Oreoparnus leleupi
Oreoparnus leleupi is een keversoort uit de familie ruighaarkevers (Dryopidae). De wetenschappelijke naam van de soort werd in 1965 gepubliceerd door Joseph Delève.